# 菊池則直
菊池 則直（きくち のりなお）は、戦国時代の武将。大友氏出身で肥後国菊池氏最後（26代）の当主であった菊池義武の次男。
父義武と兄高鑑が従兄弟である豊後国の戦国大名・大友義鎮に追討を受けて殺害された際、則直は幼少の為か母と辰若（義武の娘）と共に姻戚関係である肥後の相良晴広に預けられていたため、難を逃れた。

則直には子に主水武益、その異母弟・弥兵衛武朝があり、武益の子は庄太隆充、武朝に子は無く赤坂氏より養子をとった。その後、子孫は相良人吉藩の重臣を勤めたとされる。